# Слова (фільм, 2011)
«Слова» (урду بول; букв. говоріть або слово(-а), «Bol» в міжнародному прокаті) — пакистанська соціальна драма 2011 року мовою урду, сценаристом, режисером і продюсером якого став Шоаіб Мансур. Головні ролі у фільмі зіграли Хумайма Малік, Атіф Аслам, Махіра Хан, Іман Алі, Шафкат Чима, Амр Кашмірі, Манзар Сехбай і Заїб Рехман. У фільмі дебютують співак Атіф Аслам і Махіра Хан. Фільм розповідає про релігійну мусульманську сім'ю, яка стикається з фінансовими труднощами, спричиненими багатодітністю та змінами у суспільстві, а основний сюжет пов'язаний з бажанням батька мати сина і його відмовою від вже існуючої дитини-інтерсексуала. Фільм «Слова» мав успіх у критиків і комерційний успіх і став одним із найкасовіших пакистанських фільмів усіх часів.
Цей фільм був частиною проекту з охорони здоров'я матері та дитини PAIMAN (Пакистанська ініціатива для матерів і новонароджених), реалізованого Центром комунікаційних програм Університету Джонса Гопкінса (JHU.CCP), який у 2009 році уклав партнерство з компанією Shoaib Mansoor's Shoman Productions. Мета проекту полягала в тому, щоб захистити права жінок шляхом привернення уваги ЗМІ та еліти Пакистану до планування сім'ї та гендерних питань. Виконавчим продюсером фільму виступив радник з питань комунікацій проекту PAIMAN і представник JHU.CCP в країні Файяз Ахмад Хан (Fayyaz Ahmad Khan). Фільм був переглянутий Центральною радою кіноцензорів у Лахорі 8 листопада 2010 року і отримав схвалення наступного дня. Дія фільму відбувається в Лахорі, і багато студентів кінофакультету Національного коледжу мистецтв (NCA) допомагали Шоаїбу Мансуру в його роботі.

## Сюжет
Пакистанський суд визнав Зайнуб Хан винною і її мають повісити. Її останнє бажання — розповісти свою історію перед ЗМІ, і після дозволу вона розповідає, як її сім'я була змушена покинути Делі у 1948 році і переїхати до Лахору. Тут її батько, Хакім Саїд Хашмуталла Хан, одружився з Сурайєю і сподівався народити сина, але натомість у них народилося 7 дочок. Восьма дитина виявилася гермафродитом (кхаваджа сара на урду) і Хашмутулла хотів її вбити, але Сурайя наполягла, що нікому не скаже про це, щоб не ганьбити чоловіка. Вони назвали дитину Сайфуллою і найняли репетитора, який навчав її вдома. Після невдалого шлюбу Зайнуб повертається додому, помічає, що репетитор розбещує її брата, і просить його піти геть. Зважаючи на те, навчання дітей корану не дає заробляти батькові достатньо грошей, Сайфулла не може відвідувати школу, мати народжує мертвих дітей, а брати і сестри не мають освіти, Сайфулла сам змушений шукати роботу. Саме тут він зазнає сексуальних домагань, а згодом його вбиває батько, який підкуповує поліцію, привласнюючи 2 рупії з мечеті, де він головує як хаджанчі. Щоб повернути гроші до мечеті, він починає навчати дітей повій за допомогою Саки Канджара. Коли син їхнього сусіда, Мустафа, пропонує руку і серце його доньці Айше, він відмовляється, бо вони шиїти, і планує видати її заміж за набагато старшого чоловіка. Усе стрімко змінюється, коли Сака робить пропозицію, яка назавжди змінить життя кожного з них.

## У ролях
- Хумайма Малік — Зайнуб[5]
- Атіф Аслам — доктор Мустафа[5]
- Іман Алі — Сабіна (Міна), повія, донька Саки та друга дружина Хакіма Сахіба[5]
- Махіра Кхан — Айша Мустафа
- Шафкат Чима — Ісхак «Сака» Канджар (Пандерер)[5]
- Манзар Сехбай — Хакім Сахіб[5]
- Зайб Рехман — Сурая
- Джафі — ясим
- Найма Хан — дружина Ахтара Хусейна
- Амр Кашмірі — Сайфулла Хан/Саіфі, інтерсексуальна дитина Хакіма Сахіба
- Мехер Сагар — молодий сайфі
- Хумайра Алі — жінка зі шлюбного бюро
- Ірфан Хусат — батько Мустафи
- Рашид Хаваджа — президент Пакистану
- Махнур Кхан — Махнур
- Гульфам Рамай — GuL G
- Алмас Боббі — Тара

## Прем'єра
Фільм вийшов у прокат 24 червня 2011 року під прапором компанії Geo Films. Фільм також вийшов у прокат в Індії 31 серпня 2011 року, ставши третім пакистанським фільмом після «Рамчанд із Пакистану» та «Худи Кай Ліє», що вийшов у прокат в Індії. Того ж дня він також вийшов у США, Канаді, Великобританії, ОАЕ та Австралії.

## Сприйняття

### Критика
Фільм отримав переважно позитивні відгуки від критиків. Таран Адарш з Bollywood Hungama поставив 4/5, описавши його як «блискучий фільм, прикрашений бравурною грою акторів». Айша Насір з журналу Newsline написала: «Фільм Мансура викличе дебати і, сподіваємося, омолодить кіноіндустрію, яка намагається втриматися на плаву. У той час, коли за пакистанським кінематографом лунають похоронні молитви, а більшість кінематографістів переорієнтовуються на телебачення, „Bol“ — це натхнення. Це яскравий приклад того, що може бути зроблено, коли хороша історія зустрічається з блискучими діалогами та неймовірним актором».
Шубхра Гупта з The Indian Express поставив фільму 2,5 бали з 5, написавши: «навіть коли він виявляється занадто багатослівним і занадто затягненим, не можна заперечувати, що „Bol“ важливий, тому що він має сміливість сказати це через свою енергійну героїню».

### Касові збори
Фільм встановив новий рекорд касових зборів у пакистанському кіно. Він став найкасовішим фільмом у Пакистані за перший тиждень прокату, побивши всі рекорди. Попередній рекорд належав боллівудському фільму «Мене звати Хан», який за перший тиждень прокату зібрав 13,417 млн. рупій, тоді як «Bol» за шість днів зібрав 62,792 млн рупій. За два тижні загальний валовий дохід фільму з 24 екранів склав 94 287 090 рупій, таким чином, фільм завершив свій прокат зі 120 мільйонами рупій у скарбничці.

## Саундтрек
Bol — альбом із саундтреком до пакистанського фільму Bol, мовою урду 2011 року Шоаіба Мансура. Перед виходом фільму Атіф Аслам (який виконує одну з головних ролей) в інтерв'ю заявив: «Я написав дві пісні для саундтреку. Це був чудовий досвід роботи з Шоаїбом Мансуром, він чудова людина і дуже відданий справі. Моя роль не є суперечливою, і ми обговорювали це заздалегідь. Це фільм, який знімається з доброю метою».
Зведенням та мастерингом усіх пісень займається Кашиф Еджаз. Серед співаків — Атіф Аслам, Саджад Алі, Хадіка Кіані, Ахмед Джаханзеб, Шабнам Маджид, Сахір Алі Багга, Біна Джавад, Файза Муджахід і Шуджа Хайдер. Саундтрек був успішним і загалом отримав позитивні відгуки від критиків. Пісня Hona Tha Pyar була написана та аранжована Алі Джаведом — 16-річним школярем з Тоба-Тек-Сінгх (маленьке містечко в Пенджабі). Однак в одній критичній рецензії, опублікованій в газеті «The Express Tribune», саундтрек до фільму названо «несподіваним розчаруванням».

## Нагороди
| Нагорода                                    | Категорія                        | Переможець                                | Результат |
| ------------------------------------------- | -------------------------------- | ----------------------------------------- | --------- |
| Lux Style Award                             | Кращий фільм                     | фільм                                     | Перемога  |
| Lux Style Award                             | Найкраща жіноча роль             | Хумайма Малік                             | Перемога  |
| Lux Style Award                             | Кращий актор                     | Манзар Сехбай                             | Перемога  |
| Lux Style Award                             | Найкращий оригінальний саундтрек | Atif Aslam ft. Hadiqa Kiani               | Номінація |
| Lux Style Award                             | Пісня року                       | Атіф Аслам і Хадіка Кіані — Хона Тха П'яр | Номінація |
| Лондонський фестиваль азіатського кіно      | Кращий фільм                     | фільм                                     | Перемога  |
| Лондонський фестиваль азіатського кіно      | Найкращий новий талант           | Амр Кашмірі                               | Перемога  |
| Лондонський фестиваль азіатського кіно      | Найкраща жіноча роль             | Хумайма Малік                             | Перемога  |
| Пакистанські нагороди медіа                 | Найкраща жіноча роль             | Хумайма Малік                             | Перемога  |
| Пакистанські нагороди медіа                 | Найкращий фільм року (2011)      | фільм                                     | Перемога  |
| Пакистанські нагороди медіа                 | Кращий актор                     | Атіф Аслам                                | Номінація |
| Пакистанські нагороди медіа                 | Кращий плейбек-співак            | Атіф Аслам                                | Номінація |
| Кінопремія SAARC                            | Кращий актор                     | Манзар Сехбай                             | Перемога  |
| Asia Pacific Screen Awards                  | Найкраща жіноча роль             | Хумайма Малік                             | Номінація |
| Asia Pacific Screen Awards                  | Кращий сценарій                  | Шоаїб Мансур                              | Номінація |
| Кінопремія «Висхідна зірка Південної Азії». | Найкраща головна жіноча роль     | Хумайма Малік                             | Перемога  |
| 4th Mirchi Music Awards                     | Майбутній автор пісень року      | Імран Раза — «Hona Tha Pyar»              | Номінація |